# Baliwag
Baliwag, là đô thị hạng 1 ở tỉnh Bulacan, Philippines. Theo điều tra dân số năm 2015, đô thị này có dân số 149.954 người.

## Các đơn vị hành chinh
Baliwag is politically subdivided into 27 khu phố.
- Bagong Nayon
- Barangca
- Calantipay
- Catulinan
- Concepcion
- Hinukay
- Makinabang
- Matangtubig
- Pagala
- Paitan
- Piel
- Pinagbarilan
- Poblacion
- Sabang
- San Jose
- San Roque
- Santa Barbara
- Santo Cristo
- Santo Niño
- Subic
- Sulivan
- Tangos
- Tarcan
- Tiaong
- Tibag
- Tilapayong
- Virgen delas Flores